# Eriçó del Gobi
L'eriçó del Gobi (Mesechinus dauuricus) és un petit eriçó solitari. El Llibre Vermell de la Federació Russa el classifica com a espècie protegida amb un estatus incert, generalment considerada amenaçada, tot i que la UICN el classifica com «en risc mínim». Viu a la regió del Transbaikal (Rússia) i el nord de Mongòlia. Viu en caus i habita en boscos i estepes. Els adults mesuren 15–20 cm de llarg i pesen fins a 1 kg (normalment, uns 600 g). La majoria d'exemplars viuen fins a sis anys en estat salvatge. Com gran part dels eriçons de regions temperades, l'eriçó del Gobi hiberna durant l'hivern.